# Haseem McLean
Haseem McLean (* 26. Juli 1987 in San Fernando) ist ein Radsportler aus Trinidad und Tobago.

## Sportliche Laufbahn
Haseem McLean begann mit dem Radsport auf der Radrennbahn Skinner Park in San Fernando, mit seinem Vater „im Schlepptau“. Der Vater erkannte das Potential des Sohnes und gründete einen eigenen Radsportclub. Der Sohn spezialisierte sich auf die Kurzzeitdisziplinen auf der Bahn.
Bei den Southern Games 2011 belegte McLean Platz zwei im Sprint, hinter dem Deutschen Mathias Stumpf. 2018 wurde er nationaler Meister im Sprint, im Keirin und mit Myles Burnette und Aaron Alleyne im Teamsprint.

## Erfolge
2008
- Meister von Trinidad und Tobago – Keirin[1]

2018
- Meister von Trinidad und Tobago – Sprint, Keirin, Teamsprint (mit Myles Burnette und Aaron Alleyne)